# ويليام كارلسون
ويليام كارلسون (بالسويدية: William Karlsson)‏ هو لاعب هوكي الجليد سويدي، ولد في 8 يناير 1993 في Märsta ‏ في السويد.

## وصلات خارجية
- ويليام كارلسون على موقع دوري الهوكي الوطني (الإنجليزية)
- ويليام كارلسون على موقع EliteProspects.com (الإنجليزية)
- ويليام كارلسون على موقع Eurohockey.com (الإنجليزية)
- ويليام كارلسون على موقع HockeyDB.com (الإنجليزية)
- ويليام كارلسون على موقع Hockey-Reference.com (الإنجليزية)